# Лампа Берже

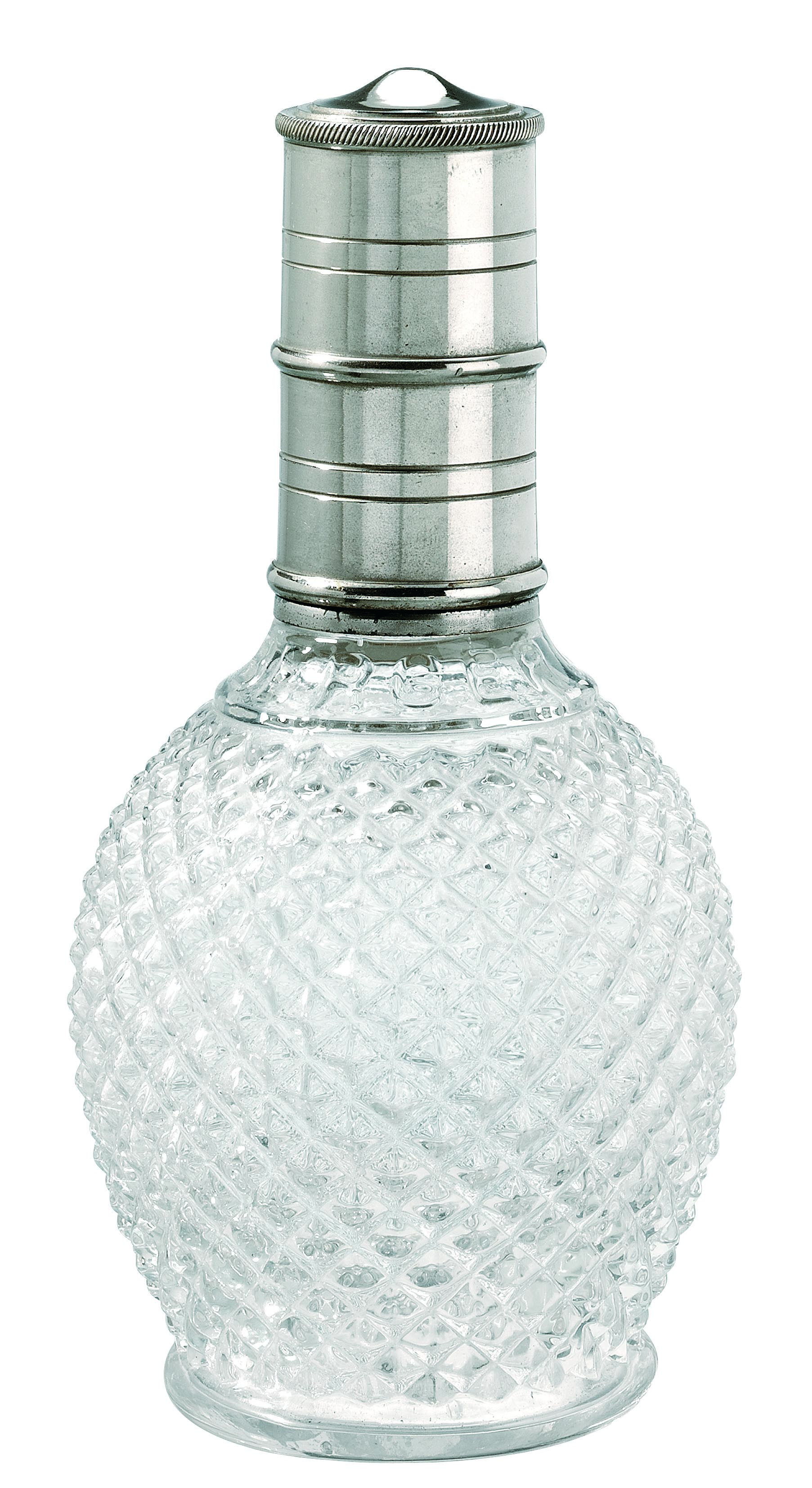
Лампа Берже A Universel, ок. 1910 года

Лампа Берже (лампа Бергера, фр. Lampe Berger) — приспособление для очищения и ароматизации воздуха в помещениях. Очищение производится методом каталитического горения, этот принцип известен с начала XIX века.
В 1897 году помощник аптекаря Морис Берже (1866—1930) изобрёл первую лампу каталитического горения, которая очищает воздух в больничных палатах. Это запатентованное открытие стало решением одной из главных проблем того времени: проблемы очистки воздуха в закрытых помещениях. В настоящее время компания Берже является крупнейшим в мире производителем этого устройства. Первая лампа состояла из стеклянного сосуда, куда заливался спиртовой раствор, и каталитической горелки, которую как раз и запатентовал Берже. Горелка состоит из фитиля и горловины, которая изготовлена из керамики и имеет платиновое напыление по контуру. Подобные лампы помимо Берже выпускает несколько небольших фирм.
Лампы Берже высоко ценились и использовались артистической богемой по всей Европе, особенно популярны они были во Франции. Поклонниками ламп были Пабло Пикассо и Жан Кокто, последний при помощи лампы удалял запах опиума в своей квартире. С начала XX века лампа становится предметом искусства. Существуют коллекционеры ламп, так как фирма, производящая лампы, старается постоянно изобретать новые формы и адаптировать их к современному интерьеру. Дизайн для ламп разрабатывают известные дизайнеры Лалик (Lalique), Алекс Морено (Alex Moreno), Давид Буланже (David Boulangé), Паскаль Морабито (Pascal Morabito), Жан-Чарльз Кастельбажак (Jean-Charles De Castelbaljac).
В качестве жидкого горючего в лампе используется изопропиловый спирт. Сейчас лампу Берже не используют в медицине, но прибор нашёл широкое применение в домах и офисах для ароматизации.
Жидкости для лампы есть как ароматизированные (в изопропиловый спирт добавляется парфюмерная отдушка, преимущественно синтетическая), так и нейтральные. Таким образом, лампа одновременно очищает воздух и наполняет дом ароматом.